# Augustin Guillerand
Augustin Guillerand O.Cart. (à l'état civil Pierre Joseph Maxime Théodore Guillerand), né le 26 novembre 1877 à Dompierre-sur-Héry, dans la Nièvre (France) et décédé le 12 avril 1945 au monastère de la Grande Chartreuse (France), est un prêtre du diocèse de Nevers, devenu en 1916 moine chartreux à La Valsainte. Prieur à la Chartreuse de Vedana en 1935 et Coadjuteur à la Grande Chartreuse en 1940 il est connu pour ses écrits de spiritualité cartusienne.

## Biographie

### Jeunesse et formation
Cinquième des six enfants de Guillaume Guillerand et sa femme Julie Cointe, Maxime nait au domaine de Reugny, une ancienne gentilhommière de Dompierre-sur-Héry, dans le Nivernais. Son père, agriculteur aisé, meurt alors que Maxime n’a que cinq ans. La famille est unie. Toute sa vie Dom Augustin restera en correspondance avec ses proches. Il est un homme du terroir.
Maxime fait sa scolarité à l’école communale de Dompierre-sur-Héry et passe au petit séminaire de Pignelin en 1886. Il y est bon élève et reçoit plusieurs prix surtout dans les branches littéraires. Élève prometteur mais pas particulièrement pieux, il est surtout porté vers la pêche (dans la Yonne), qui est son passe-temps favori.
Il entre à l’âge de 17 ans au grand séminaire de Nevers alors dirigé par les pères maristes (1894) où il suit le curriculum ordinaire de préparation à la prêtrise. Réformé au conseil de révision de l’armée pour ‘fatigue pulmonaire’ rien ne s’oppose à ce qu’il reçoive le sacerdoce. Le 22 décembre 1900 Étienne-Antoine-Alfred Lelong, évêque de Nevers l’ordonne prêtre, dans la cathédrale de Nevers. L’abbé Maxime Guillerand célèbre sa première messe le 27 décembre dans l’église de Dompierre, là où il reçut le baptême 23 ans plus tôt.

### Ministère sacerdotal
Deux ans vicaire à Corbigny (1901-1903) Maxime est nommé curé à Ruages en 1905. Déjà de santé fragile il est profondément accablé et ébranlé lorsque son neveu, alors sous sa responsabilité, se noie accidentellement dans le canal du Nivernais (17 octobre 1908). Il en tombe nerveusement malade et doit se reposer quelque temps à l’abbaye d'Einsiedeln. De retour dans le Nivernais il demande et obtient de ne pas devoir retourner à Ruages. Il est nommé curé à Limon (1912).
A Limon le style de vie le l’abbé Guillerand change. Il travaille son jardin, renonce aux services de sa sœur, se promène longuement dans les bois environnants et passe beaucoup de temps en prière dans son église paroissiale. Les services paroissiaux lui prenant moins de temps il peut consacrer davantage de temps à son attraction pour la solitude en Dieu. Il songe déjà à la chartreuse. Après lui avoir refusé plusieurs fois la permission – en temps de guerre le diocèse manque gravement de prêtres – l’évêque de Nevers l’autorise finalement à entrer en chartreuse. En septembre 1916 l’abbé Guillerand après un bref séjour à l’hôtellerie entre comme postulant à la chartreuse de La Valsainte, en Suisse.

### Chartreux à La Valsainte

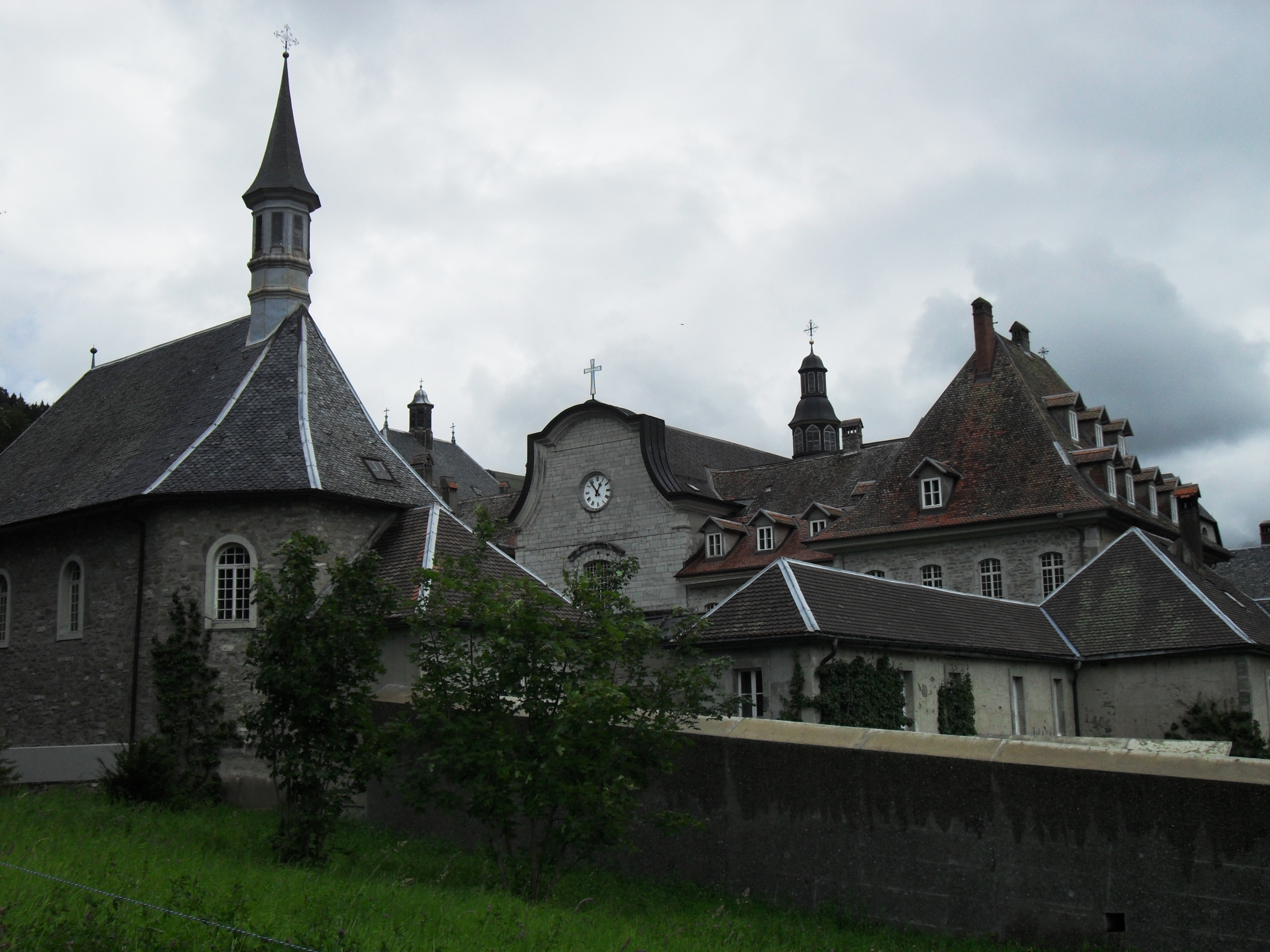
La Chartreuse de La Valsainte, en Suisse

Accepté comme novice le 5 octobre 1916 l’abbé reçoit l’habit de l’Ordre cartusien, ainsi que le nom d’Augustin’. Il sera désormais ‘Dom Augustin Guillerand’. En octobre 1917 son noviciat est prolongé de six mois. On n’est pas encore certain de son aptitude à la vie érémitique de la chartreuse, en particulier à cause de sa fragilité nerveuse. Le 19 mars 1918 il prononce ses vœux religieux de stabilité, pauvreté, chasteté, obéissance et de conversion des mœurs, selon la Règle de saint Bruno, et revêt la grande cuculle des profès temporaires.
Trois ans plus tard, le 6 octobre 1921 Augustin Guillerand fait sa profession religieuse perpétuelle, surmontant des incertitudes personnelles liées aux mêmes problèmes de santé. Mais il se sent chez lui dans la grande solitude de la chartreuse. En fait ce qui lui plait le moins sont les moments cénobitiques de la vie d’un chartreux : les spaciements hebdomadaires. Sa fatigue nerveuse augmente, le conduisant à des poussées de phobies, de soupçons et sentiments de persécution. Il évite les rares contacts avec la communauté. Il préfère sa cellule.
En décembre 1928, sa santé semblant compromise le prieur général des Chartreux l’envoie à Marseille comme chapelain de frères chartreux y produisant la célèbre liqueur des moines. Il n’y reste que trois mois, étant, en avril 1929, envoyé comme maître des novices à la chartreuse de Montrieux en Provence qui vient d’être rouverte. En septembre de la même année il est nommé ‘Vicaire’ des moniales chartreuses de San Francisco, en Italie

### Vicaire à San-Francesco
Dom Augustin se donne entièrement à sa charge de confesseur et direction spirituelle, une charge qui cependant inclut les aspects matériels de l’entretien d’un ancien couvent franciscain devenu provisoirement une Chartreuse : un provisoire qui s’éternise... Le moine chartreux y révèle à nouveau ses racines terriennes.
Il est exquis de serviabilité et d’attention aux moniales. Il s’épanouit personnellement  dans ce ‘service des âmes’ auquel il est entièrement donné, et qui fait son quotidien. Il passe pas mal de temps au confessionnal et en colloques de direction spirituelle. Ses avis et conseils de simple spiritualité d’amour et d’abandon à la volonté de Dieu touche les cœurs. Il semble bien que ce soit durant cette période (1929-1935) que se conçoit le petit livre qui le fit connaitre : ‘Silence cartusien’.

### Spiritualité

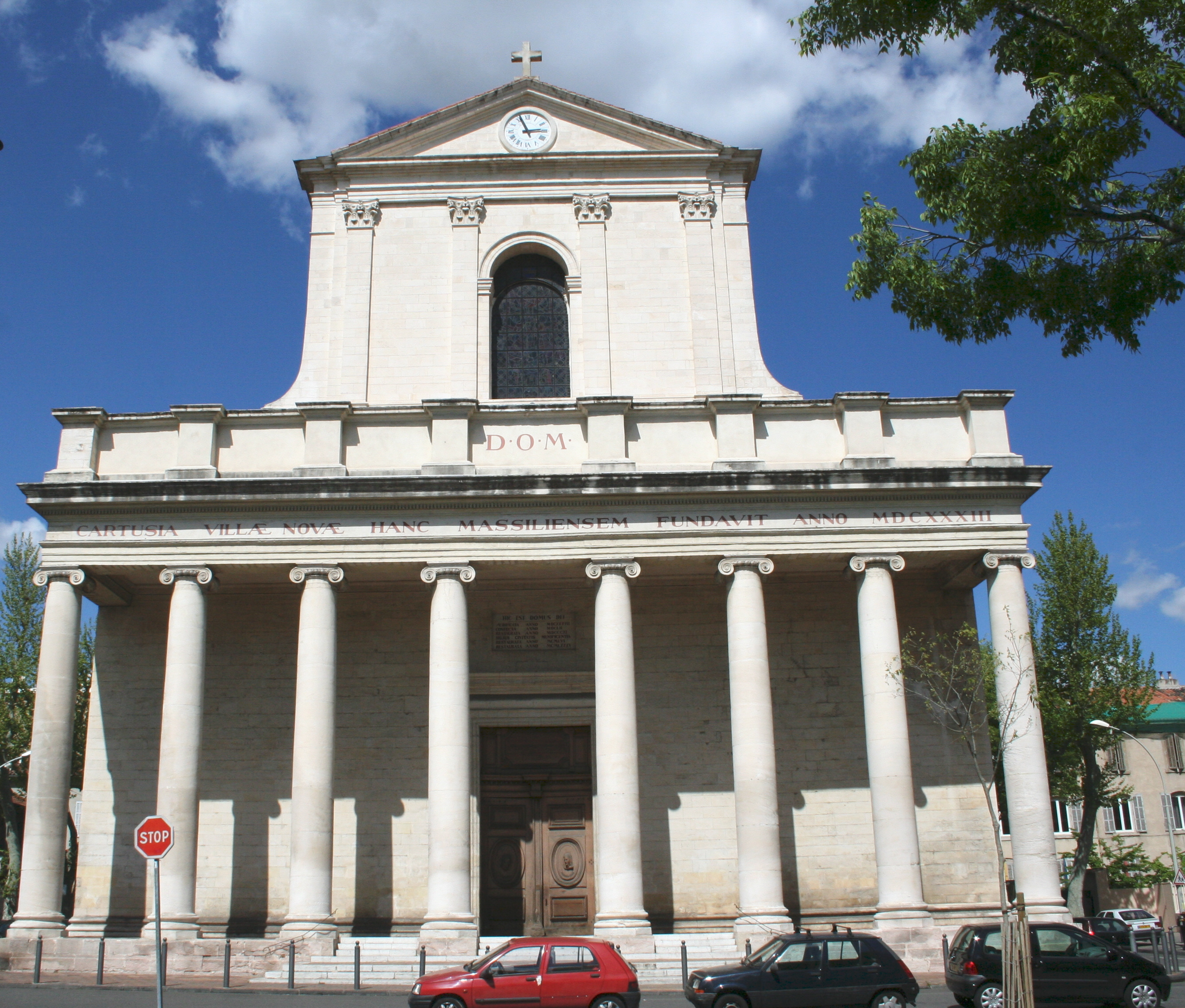
Façade de l'église des chartreux à Marseille, consacrée le 11 décembre 1702.

Les lignes de sa spiritualité propre s’affermissent: Dieu est vie, et nous communique un goût absolu de la vie: la vie éphémère de la terre mais également la vie éternelle. L’union à Dieu s’opère par l’union de la volonté humaine à la volonté de Dieu. Le Saint-Esprit est l’Éducateur spirituel par excellence ; il agit directement sur l’âme.
Pour chaque âme il existe l’Heure de Dieu, la minute éternelle qui ne va pas nécessairement dans le sens de la logique humaine des choses ; elle peut arriver à contretemps des attentes humaines. Il est important d’y être ouvert, même s’il n’est pas facile d’y être préparé. L’âme se fait alors foi pure et aveugle. L’abandon à Dieu se fait actif et généreux, non pas passif.
Défauts et péchés font expérimenter limites et faiblesses humaines: l’homme se jette en Dieu comme seule force, il découvre le Christ comme unique Sauveur. Dom Augustin n’oppose pas l’effort humain vers le progrès spirituel à l’abandon à Dieu. Aucun quiétisme dans sa spiritualité.
L’Eucharistie, qu’il célèbre avec grande dévotion, est le Mysterium fidei par excellence. Celui qui fait de l’eucharistie le centre de sa vie est en bonne voie vers l’Union à Dieu. Il a une dévotion filiale pour la Vierge marie et vit en grande familiarité spirituelle avec les saints, ce ‘peuple invisible du paradis’.

### Prieur de Vedana
En janvier 1935 le supérieur général nomme Dom Augustin prieur de la chartreuse de Vedana, près de Belluno en Vénétie (Italie). Quitter San Francesco ne se fait pas sans quelque déchirement intérieur, mais il a appris que, ainsi qu’il l’écrit dans une lettre (citant l’Écriture Sainte) : «Ici bas nous n’avons pas de demeure permanente ». Un an plus tard, en mai 1936, le chapitre général des chartreux le nomme également visiteur canonique des chartreuses d’Italie et Yougoslavie. D’un côte cela démontre l’estime dont il jouit dans l’Ordre, mais d’un autre cela le rend plus souvent voyageur qu’il ne souhaite, devant quitter la chère solitude de sa cellule.
À Vedana il est apprécié comme excellent prieur. Intimement il doit cependant toujours lutter contre une nervosité qui le rend susceptible et impressionnable, avec des sautes d’humeurs imprévisibles. La bonté qu’on lui connait est le fruit d’efforts continus et d’une ascèse monastique rigoureuse. En fait, à l’intérieur de l’Ordre il est de plus en plus reconnu comme ‘maitre spirituel’ de premier plan.
Les rumeurs de guerre s’amplifient en 1939. L’inquiétude est partout. L’Italie est sur le point de déclarer la guerre à la France. Les chartreux français tentent de revenir en France, selon l’accord passé entre le Vatican et le gouvernement italien. Dom Augustin brûle ses notes personnelles et passe la frontière en juin 1940, peu avant qu’elle ne soit fermée. Il se rend à la chartreuse de Sélignac, dans la région de Bourg où il ne reste que quelques mois. Il a cependant l’occasion d’y donner quelques sermons capitulaires.

### Coadjuteur à la Grande Chartreuse

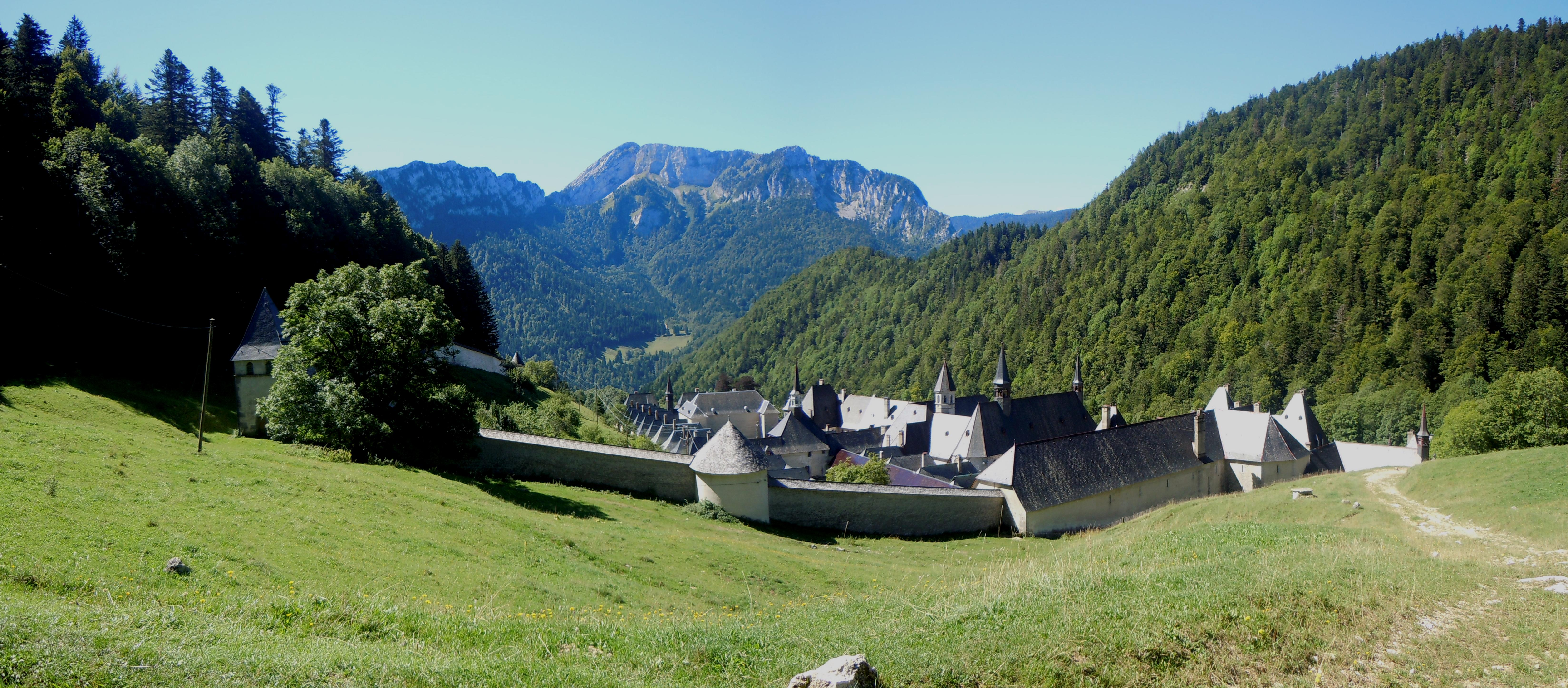
Monastère de la Grande Chartreuse (Isère, France), vue du côté nord.

Bientôt il est appelé à la Grande Chartreuse par le prieur général, Dom Ferdinand Vidal, qui, avec quelques moines, réinvestit les bâtiments historiques de la Grande Chartreuse, réquisitionnés par le maire local pour y accueillir des ‘réfugiés’, qui sont en fait des moines chartreux français revenant d’exil à l’étranger... Dom Augustin fait partie du groupe qui a la joie de réintégrer le couvent où naquit avec saint Bruno et ses premiers compagnons l’idéal cartusien de silence et solitude
Dom Augustin arrive le 16 août 1940 à la Grande Chartreuse. Il y est ‘coadjuteur’ ce qui veut dire qu’il reçoit ceux qui souhaitent rencontrer le prieur de la Chartreuse. Vers la fin de 1941 il tombe malade mais récupère suffisamment, sans être guéri, pour reprendre une vie régulière. Dans la correspondance avec ses proches il badine sur sa santé, mais ne manque pas l'occasion pour les inviter à vivre en chrétiens les moments de souffrance.

### Maladie et fin
Il écrit encore une longue lettre à sa sœur Louise sur la solitude et le silence. À la fin de 1942, ou début 1943, une nouvelle crise lui fait parler de l’heure des préparatifs’  qui approche qui est également celle des approfondissements. Dom Augustin sent que ‘le jour viendra’. Cela le remplit de joie. En 1944 il envoie encore une longue lettre à sa sœur Louise. Il y reprend les grands thèmes de sa pensée. Peut-être pressent-il que c’est là sa dernière lettre.
Fin 1944 il fait un séjour à l’hôpital de Voiron. De nouveau, début 1945 des vomissements sanguins diminuent ses forces. Il ne parvient plus à suivre la vie régulière. Auprès de celui qui lui porte la communion en cellule il confie : « comment tant de joies et de souffrances peuvent- elles s’accorder à ce point ? ».
Le 12 mars 1945 les pères de la Chartreuse informent sa famille que son état s’aggrave. Un mois plus tard, le 12 avril 1945 Dom Augustin Guillerand s’éteint dans sa cellule, seul, quelques instants après que son infirmier l’eut quitté: dans le silence et la solitude, comme un vrai chartreux.

### Sources
- André Ravier: Dom Augustin Guillerand, Prieur chartreux, un maître spirituel de notre temps, Paris, Desclée de Brouwer, 1965, 320pp.
- Histoire de la Grande Chartreuse .
- Une page de l’Historiographie Cartusienne du XXe siècle .
- Liste des chartreuses.